# Ladislav III. Popel z Lobkowicz
Ladislav III. z Lobkowicz na Zbiroze (1537–1609), také zvaný mladší, od roku 1585 starší byl český šlechtic, příslušník chlumecké větve (a její zbirožské linie) šlechtického rodu Lobkoviců. Uplatnil se ve vojsku i jako úředník, v letech 1582–1587 zastával úřad prezidenta české královské komory.

## Původ a život
Narodil se v roce 1537 jako syn Jana III. Popela z Lobkowicz na Chlumci (1490 – 14. června 1569 Libochovice), pozdějšího dlouholetého nejvyššího hofmistra Českého království (1554–1569), a jeho manželky Anny Žehrovské z Kolowrat († po 1567). Jeho starším bratrem byl Jan V. Popel z Lobkowicz († 1590), který byl postupně prezidentem rady nad apelacemi, prezidentem české komory a hejtmanem německých lén.
V roce 1580 válčil Uhrách jako vojenský hejtman proti Turkům. Poté zahájil úřednickou kariéru, v letech 1582–1587 byl prezidentem české královské komory. Pod vlivem své manželky konvertoval k protestantství. Figuroval v aféře svého bratra Jiřího staršího Popela z Lobkowicz († asi 1607) – spiknutí proti císaři, proto ze strachu v roce 1593 s dětmi uprchl ze země. Byl odsouzen k trestu smrti a ztrátě svých statků. Jeho manželka však malou část majetku podržela. Nakonec mu roku 1608 byla udělena milost, vrátil se do Čech a pozůstalost po ženě Magdaleně rozdělil mezi své děti.

## Majetek

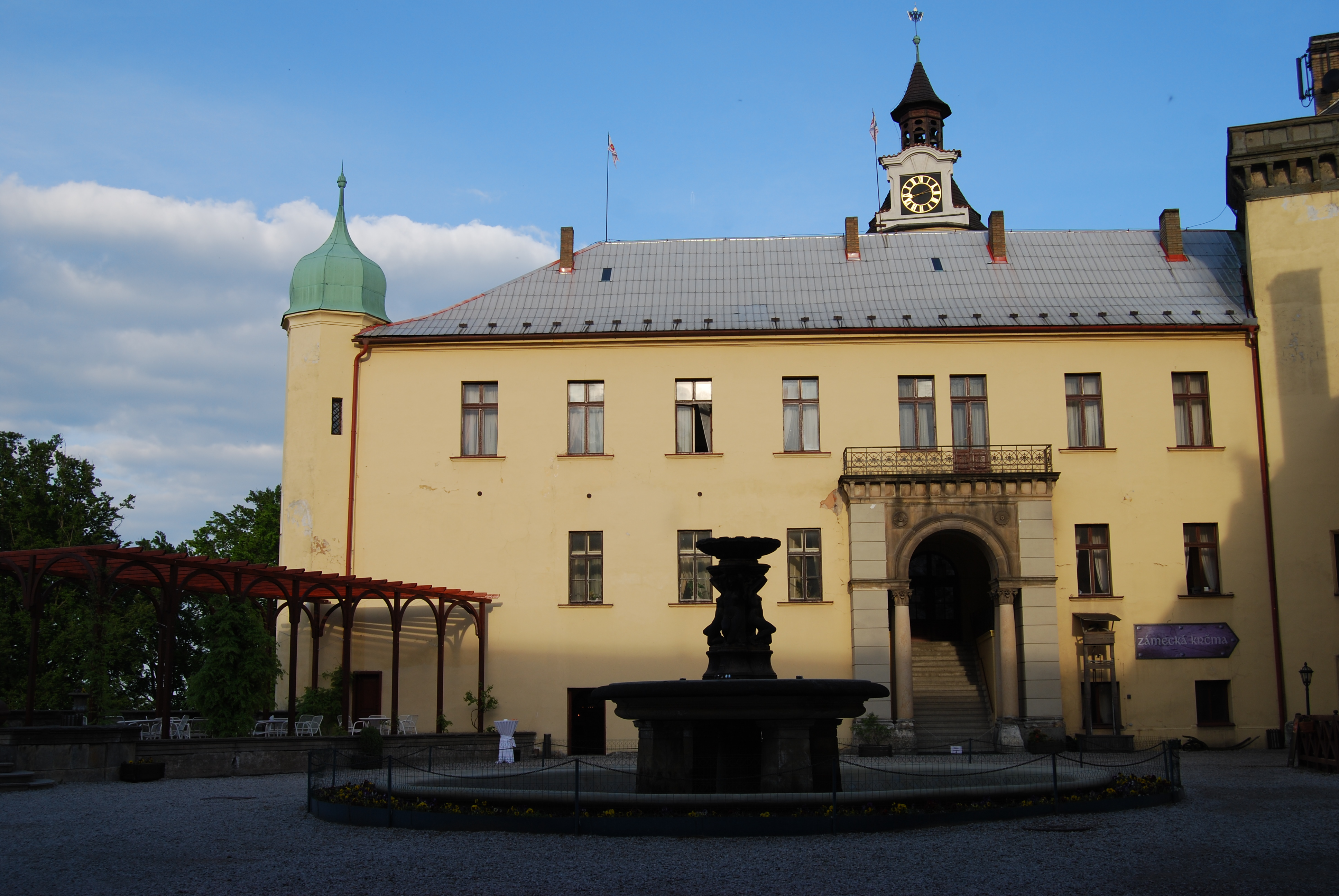
Zámek Zbiroh – dnešní podoba

Po otci zdědil Zbiroh, dále vlastnil Biskupice, Rovné, Vejvanov, Trenčín, hrad v Mostě Hněvín, Holešov, Točník, Horní Lindov, Dobrou a Slavkov.

## Rodina
Ladislav III. se oženil 23. září 1565 v Prešpurku s Marií Magdalenou ze Salm-Neuburgu (1548 – 23. červenec 1607), dcerou hraběte Mikuláše ze Salm-Neuburgu (1502–1550) a jeho manželky Margarety Szécsy z Felsö-Lindva († 1567). Magdalena od roku 1595 vlastnila Felixburg, Poláky, Martiněves a Radhošť. V roce 1598 zakoupila Ledeč. Narodily se jim následující děti:
- 1. Eliška (Alžběta)
  - ∞ Ferdinand Trčka z Lípy († 1577)
- 2. Adam († před 1607)
- 3. Jan Mikuláš († 1614)
  - ∞ (1608) Eva Eusebie Popelovna z Lobkowicz (1574 – 12. 8. 1624)
- 4. Marie Magdalena (1569 – 8. 1. 1633, pohřbena ve Světlé nad Sázavou)
  - ∞ (8. 2. 1588) Jan Rudolf Trčka z Lípy (1557 – 29. 9. 1634 Německý Brod, pohřben ve Světlé nad Sázavou)
- 5. Kateřina
  - ∞ (21. 10. 1584) Jindřich mladší Kurzpach z Trachtenburgu (20. 3. 1555 – 22. 3. 1618)
- 6. Eva
  - ∞ (16. 7. 1607) František II. Batthyány (1577 – 13. 9. 1629)
- 7. Sabina (Zbyňka) (1583 – 1623 Praha, pohřbena v Ledči nad Sázavou)
  - ∞ (28. 4. 1603 Praha) Filip ze Solms-Lichu (1569 – 1631 Vídeň, pohřben v Ledči nad Sázavou)
- 8. Julie
  - ∞ (26. 2. 1595) István Török z Enyingu
- 9. Adam Eck († 1608 v boji u Chebu), císařský důstojník
  - ∞ Ester z Vřesovic, jejich syn:
    - 1. Adam Rudolf Eck († mladý), císařský důstojník